# Paul Theissen
Paul Theissen (* 1937 in Aachen) ist ein deutscher Pianist, Dirigent und Chorleiter.

## Leben
Theissen studierte Klavier, Dirigieren und Tonsatz sowie Posaune und Kontrabass an der Hochschule für Musik und Tanz Köln. In Aachen absolvierte er die A-Prüfung in Orgel.
Von 1961 bis 1966 war er Repetitor an der Deutschen Oper am Rhein in Düsseldorf und von 1967 bis 1973 Dirigent sowie ab 1969 Studienleiter am Staatstheater Mainz. Darüber hinaus war er von 1974 bis 1980 Dirigent und Solorepetitor am Stadttheater Bern. 1980 wurde er erster Kapellmeister am Landestheater Coburg. Von 1982 bis 1985 amtierte er dort als Generalmusikdirektor. Danach lebte er drei Jahre in den USA, wo er mit den Sinfonieorchestern in Tennessee und Riverside arbeitete. 1991 wurde er musikalischer Oberleiter am Vogtland-Theater Plauen.
Er war mit dem Pianisten Michael Ponti befreundet.